# Stradivarius del Vaticano
El violonchelo Stradivarius del Vaticano fue construido entre 1620 y 1650 como una viola de gamba por el gran maestro Nicolò Amati.
Nicolo Amati (1596-1684) fue nieto de Andrea Amati, nació en Cremona al Norte de Italia y perteneció a la célebre familia de lauderos de la época. La característica de anchura muy particular y su diseño permitió una inigualable calidad en su sonido, haciendo de Nicolo Amati, el más importante laudero de todos los tiempos. 
Otro gran laudero de la historia fue Antonio Stradivari (1644-1737), estudiante prodigio del Maestro Nicolo Amati. Uno de los grandes misterios del "Stradivarius del Vaticano es su etiqueta firmada por Antonio Stradivari, por lo que se cree que en 1703 transformó la viola de gamba en un violonchelo, haciendo de este instrumento el primero de los ocho violonchelos atribuidos al Maestro Nicolo Amati. Con la tecnología a principios del siglo XX, los certificadores de la época le atribuyeron el violonchelo a Antonio Stradivari, siendo que a principios del siglo XXI, los certificadores más prestigiados confirman que el violonchelo fue obra de Nicolo Amati.
A mediados del siglo XIX, el laudero más reconocido de Francia, George Chanot convirtió a este violonchelo en una obra única, al pintar 2 ornamentas con ángeles y motivos religiosos en el frente, mientras que en la parte de atrás un hermoso sello Papal, convirtiéndolo por 100 años en el violonchelo oficial del Vaticano, es por esto que adquiere su nombre como el “Stradivarius del Vaticano” (ex-Vatican Strad).
En el siglo XX el violonchelo llega a Estados Unidos donde es adquirido por filántropos y coleccionistas para finalmente llegar a las manos de un importante compositor llamado Philip Glass, quien compuso una serie de piezas musicales como homenaje al instrumento. La chelista reconocida Wendy Sutter fue quién grabó y promocionó el álbum del instrumento alrededor del mundo.

A finales del año 2014, el violonchelo llega a Tarisio, una de la casa de subastas de instrumentos de cuerda más importantes del mundo, y a través de las gestiones de Rodrigo Sebastián González, empresario mexicano y Socio Fundador de La Academia de Arte de Florencia, junto con la generosidad de un filántropo anónimo, se suman esfuerzos para lograr llevar al “Stradivarius del Vaticano” a México, y así formar parte del acervo de la Academia de Arte de Florencia de México. 

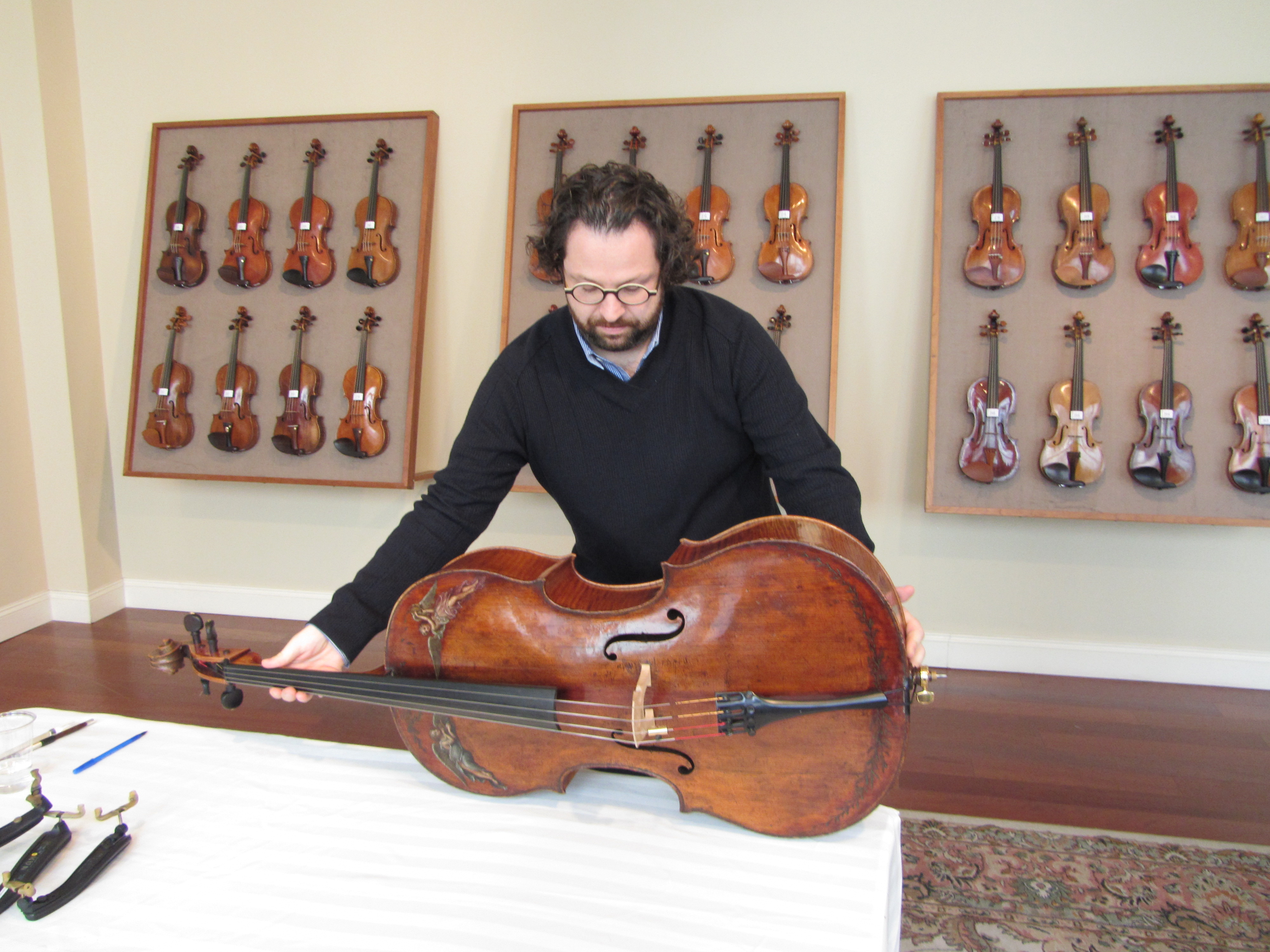
Rodrigo Sebastián González, embajador del "Stradivarius del Vaticano"

"Este instrumento tiene un valor artístico e histórico incalculable" Fabio Caselli, Presidente de la Academia de Arte de Florencia.

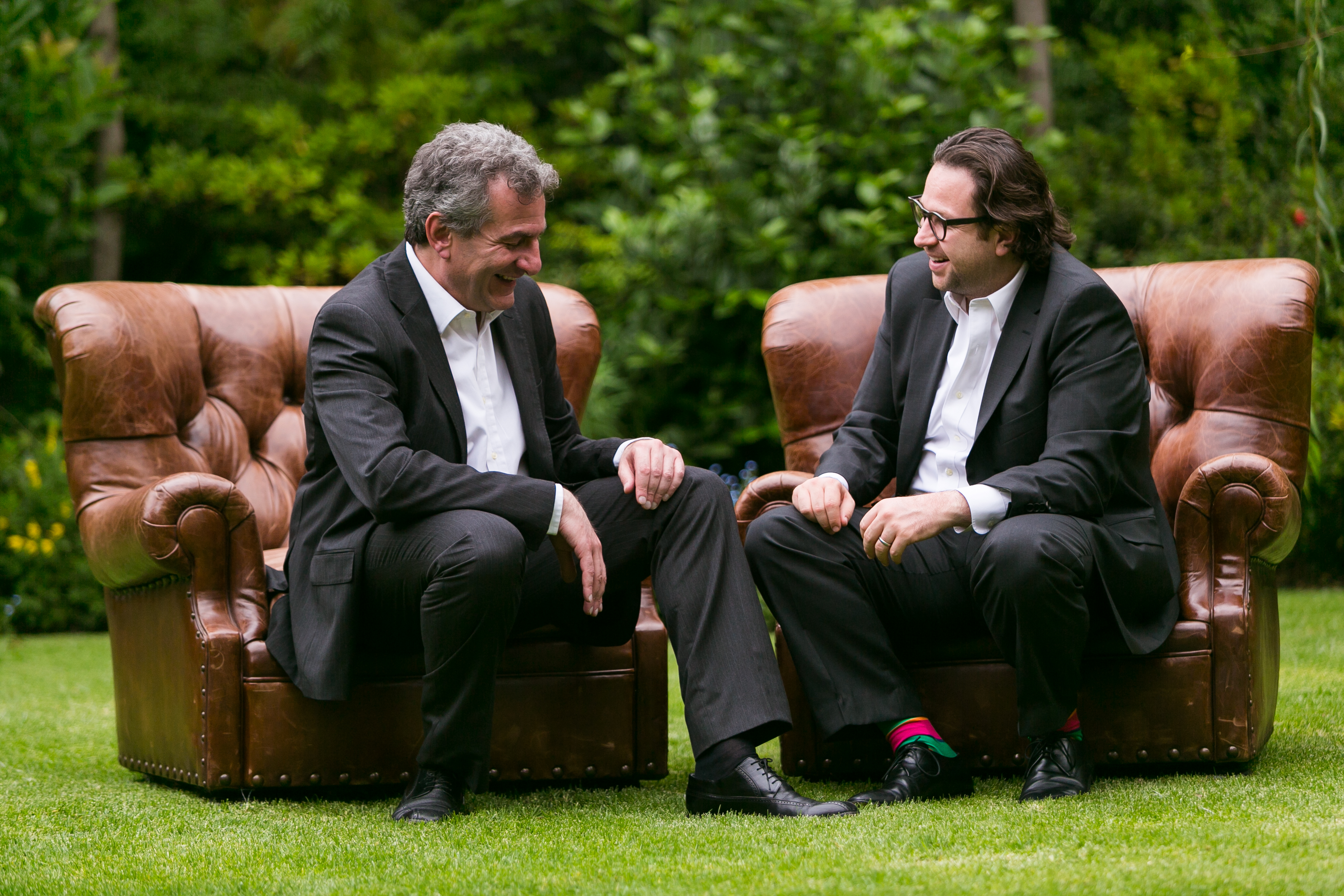
Fabio Caselli y Rodrigo Sebastián González, socios fundadores de la Academia de Arte de Florencia en México.

El propósito del “Stradivarius del Vaticano” según Rodrigo Sebastián González, será inspirar a músicos mexicanos y sensibilizar a su país.